# AKB48 藥師寺奉納公演2010「夢想的花瓣們」
AKB48 藥師寺奉納公演2010「夢想的花瓣們」（日語：AKB48 薬師寺奉納公演2010『夢の花びらたち』）是日本女子偶像組合AKB48於2010年9月26日在世界遺產奈良藥師寺舉行的戶外公演，亦是首次在寺廟前演出。演唱會由朝日新聞社及FM OSAKA主辦，AKS及電通負責策劃。

## 概要
- 在演唱會「「沒有驚喜」演唱會」第1天公演完結後，發表將會在9月26日在奈良藥師寺舉行戶外公演[8][9]。
- 這次戶外公演，亦會演出先前在Ameba Pigg（日语：アメーバピグ）舉行的Team Pigg對戰中勝出，並會收錄在第18張單曲《Beginner》的歌曲《關於你》[10][11]。
- 這次公演亦是小野惠令奈最後一次以AKB48的名義進行戶外演出。而她亦會於翌日（2010年9月27日）於劇場公演後正式畢業[12][13][14]。
- 在演出後，官方發表了收到不少有關這次戶外公演的意見。包括演出時間太短（只有15首歌曲，為平常演唱會的一半多，與劇場公演相約）、音量太細及不是現場演出等負面意見[15]。
- 於2010年10月15日，TVnavi亦會發行有關今次戶外公演的官方書[16][17]。

## 參加成員
團隊所屬以演出時為準
- AKB48
  - Team A
    - 片山陽加、倉持明日香、小嶋陽菜、指原莉乃、篠田麻里子、高城亞樹、高橋南（高橋みなみ）、前田敦子

  - Team K
    - 秋元才加、板野友美、大島優子、小野惠令奈、仁藤萌乃、松井咲子、峯岸南（峯岸みなみ）、宮澤佐江

  - Team B
    - 河西智美、柏木由紀、北原里英、佐藤亞美菜、宮崎美穗、渡邊麻友[18]

## 曲目
- 所有時間為日本時間。
- 舉行時間：入場時間17:15、出演時間18:00[2]

1. overture
2. 無限重播（ヘビーローテーション） - 全員
3. 想見你（会いたかった） - 全員
4. MC1 - 自我介紹
5. BINGO! - 全員
6. Baby! Baby! Baby! - 全員
7. RIVER - 全員
8. 我的太陽（僕の太陽） - 全員
9. MC2 - 北原、高城、峯岸、宮崎、倉持、宮澤、指原、仁藤
10. 裙襬飄飄（スカート、ひらり） - 板野、小嶋、篠田、高橋、前田、大島、渡邊
11. Maybe是藉口（言い訳Maybe） - 板野、小嶋、篠田、高橋、前田、秋元、大島、小野、河西、柏木、佐藤、渡邊
12. 大聲鑽石（大声ダイヤモンド） - 板野、小嶋、指原、篠田、高城、高橋、前田、秋元、大島、小野、仁藤、河西、柏木、北原、佐藤、渡邊
13. 馬尾與髮圈（ポニーテールとシュシュ） - 全員
14. 10年櫻（10年桜） - 全員
15. 櫻花的花瓣們（桜の花びらたち） - 全員

安可曲（Erepyon Call）
1. MC3 - 小野致詞
2. 關於你（君について） - MINT（前田、河西、片山、仁藤、松井）
3. MC4 - 全員
4. 機尾雲（ひこうき雲） - 全員
5. 因為有你在（あなたがいてくれたから） - 全員[14]

## DVD
公演的DVD由AKS於2011年1月29日發售。內容包括公演的演出內容及特典映像，並附送5張生寫真。
根據Oricon公信榜，DVD的最高排名為第130位。